# Noro Naohiko
Naohiko Noro (sinh ngày 1 tháng 5 năm 1975) là một cầu thủ bóng đá người Nhật Bản.

## Sự nghiệp câu lạc bộ
Naohiko Noro đã từng chơi cho Urawa Reds.